# Грей, Ричард, 6-й барон Грей из Уилтона
Ричард де Грей (англ. Richard de Grey; приблизительно 1393 — 20 августа 1442) — английский аристократ, 6-й барон Грей из Уилтона с 1396 года. Единственный сын Генри де Грея, 5-го барона Грея из Уилтона, и его жены Элизабет Толбот. Унаследовал владения и титул после смерти отца, в возрасте приблизительно трёх лет. Участвовал в войне на континенте; в частности, в октябре 1415 года сражался при Азенкуре.
До 1408 года барон женился на Бланш де ла Ваш, дочери сэра Филиппа де ла Ваша и Элизабет Клиффорд. В этом браке родилась дочь Элис (1409—1459), жена сэра Уильяма Барли. Овдовев, Грей женился во второй раз — на Маргарет Феррерс, дочери Уильяма Феррерса, 5-го барона Феррерса из Гроуби, и Филиппы Клиффорд. В этом браке родился сын Реджинальд, 7-й барон Грей из Уилтона.